# Dalbergia enneaphylla
Dalbergia enneaphylla är en ärtväxtart som beskrevs av Henri François Pittier. Dalbergia enneaphylla ingår i släktet Dalbergia, och familjen ärtväxter. Inga underarter finns listade i Catalogue of Life.